# Reebeck und Braaker Siepen
Das Naturschutzgebiet Reebeck und Braaker Siepen liegt auf dem Gebiet der Stadt Radevormwald im Oberbergischen Kreis in Nordrhein-Westfalen. Das 18,5 ha große Naturschutzgebiet mit der Kennung GM-131 erstreckt sich entlang der Bachtäler von Reebeck und Braaker Siepen (Zuflüsse des Borbachs) zwischen den Ortschaften Braake im Norden, Beck im Osten, Im Holte im Westen und Funkenhausen im Süden.

## Beschreibung
Das Fachinformationssystem des Landesamtes für Natur, Umwelt und Verbraucherschutz beschreibt das Naturschutzgebiet Reebeck und Braaker Siepen im Biotopkataster wie folgt:

„Der Bach (Anmerk. Reebeck) entspringt in einer flachen Quellmulde und wird von Bitterschaumkraut dominierten Quell-Fluren besiedelt. Er fließt im oberen Abschnitt durch ein bewaldetes Kerbtal und weist hier einen naturnahen Lauf auf und wird von einzelnen Erlen und Hainbuchen begleitet. Der untere Abschnitt ist bedingt naturnah ausgeprägt, er verläuft zwischen Böschungsrand und Grünland ohne Gehölzsaum. Die im Quellbereich flachen Talhänge werden am Unterlauf steiler und sind zum größten Teil mit alten Buchenwäldern bestockt. Neben Eichen-Buchen-Altholzbeständen und kleinflächigen, durchgewachsenen Moorbirken-Eichen-Niederwaldresten mit Pfeifengras überwiegt krautarmer Buchen-Eichen-Hallenwald im mittleren bis stellenweise starken Baumholzalter mit einzelnen Überhältern. Vor allem im Süden findet sich Totholz. Eingestreut sind Fichtenforstparzellen. Südlich des Oberlaufes schließt sich eine brachgefallene Waldwiese mit nassen Wald-Simsen- und Wald-Binsenbeständen an. Hier befindet sich ein als Kulturdenkmals ausgewiesener ehemaliger Verhüttungsplatz. Unterhalb der K9 fließt ein 2. Quellbach (Anmerk. Braaker Siepen) in z. T. begradigtem Bett zwischen Waldrand und nassen Viehweiden. Am Zusammenfluss der beiden Bäche liegen zwei kleine, flache Stauteiche, die vermutlich nicht mehr genutzt werden und zunehmend durch Flutschwadenröhrichten verlanden. Nach Norden schließt sich zum Hohen Berg ein Eichen-Buchenwald, dessen Strauchschicht stellenweise von Ilex gebildet wird.“

Von den zahlreichen Pflanzenarten, die im Gebiet bei Kartierungen gefunden wurden, seien beispielhaft hervorgehoben:
Rippenfarn (Blechnum spicant), Gegenblättriges Milzkraut (Chrysosplenium oppositifolium), Sumpf-Dotterblume (Caltha palustris), Sumpf-Helmkraut (Scutellaria galericulata), Kuckucks-Lichtnelke (Lychnis flos-cuculi) und Sumpf-Veilchen (Viola palustris). An Tierarten wurden erfasst:  Dunkers Quellschnecke (Bythinella dunkeri), Gebirgsstelze (Motacilla cinerea), Gebänderter Feuersalamander (Salamandra salamandra terrestris), Grasfrosch (Rana temporaria) und Mäusebussard (Butte buteo).

## Schutzziele
Die Schutzausweisung erfolgt zur Erhaltung und Optimierung eines
naturnahen Mittelgebirgsbachtales mit Quellbereichen, Feuchtbrachen, naturnahen Laubmischwäldern und alten Buchenwäldern als Lebensraum und Vernetzungsbiotop für gefährdete Pflanzen- und Tierarten.

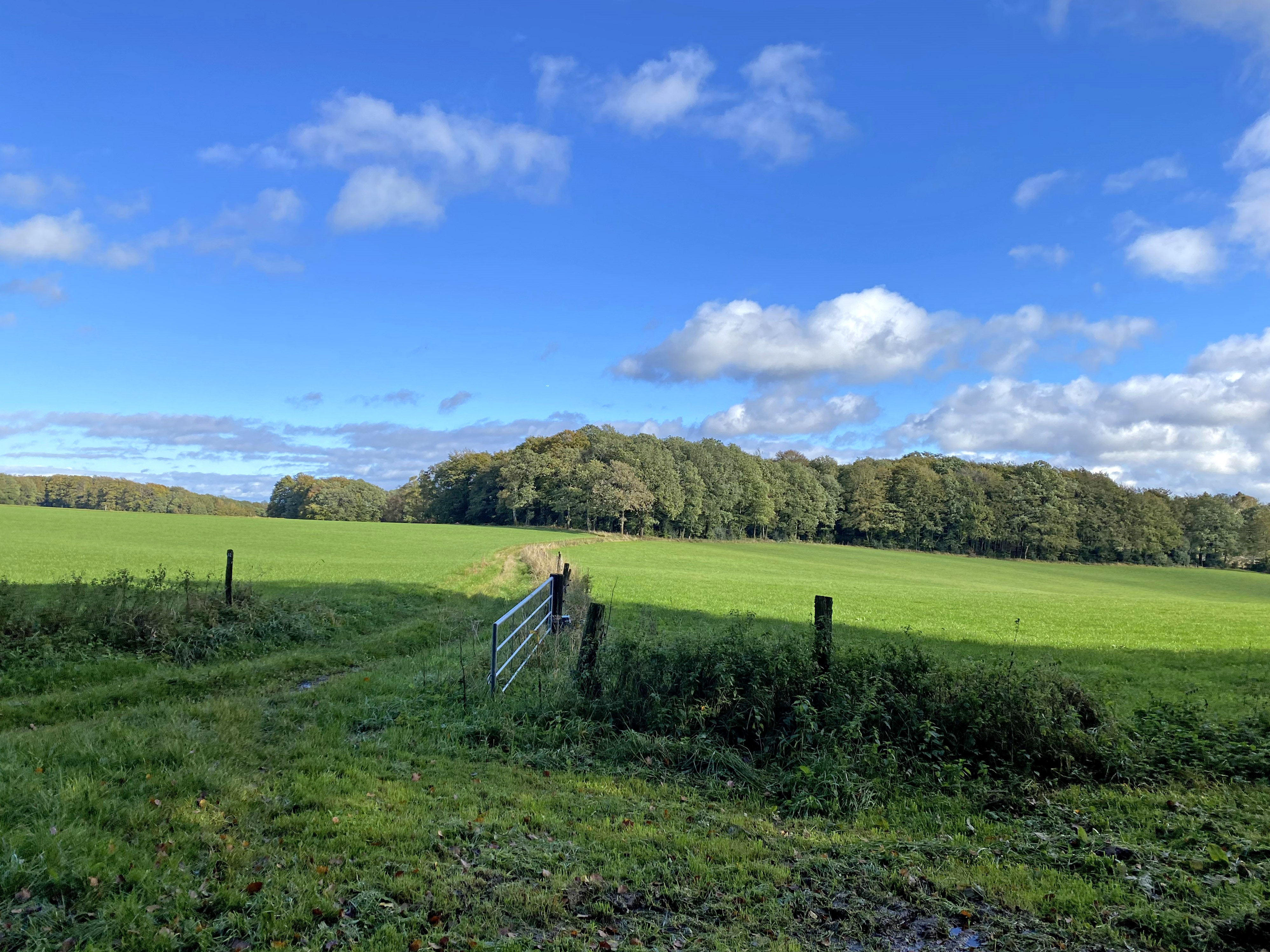
Wald hinter der Wiese: höchster und südwestlichster Punkt des NSG
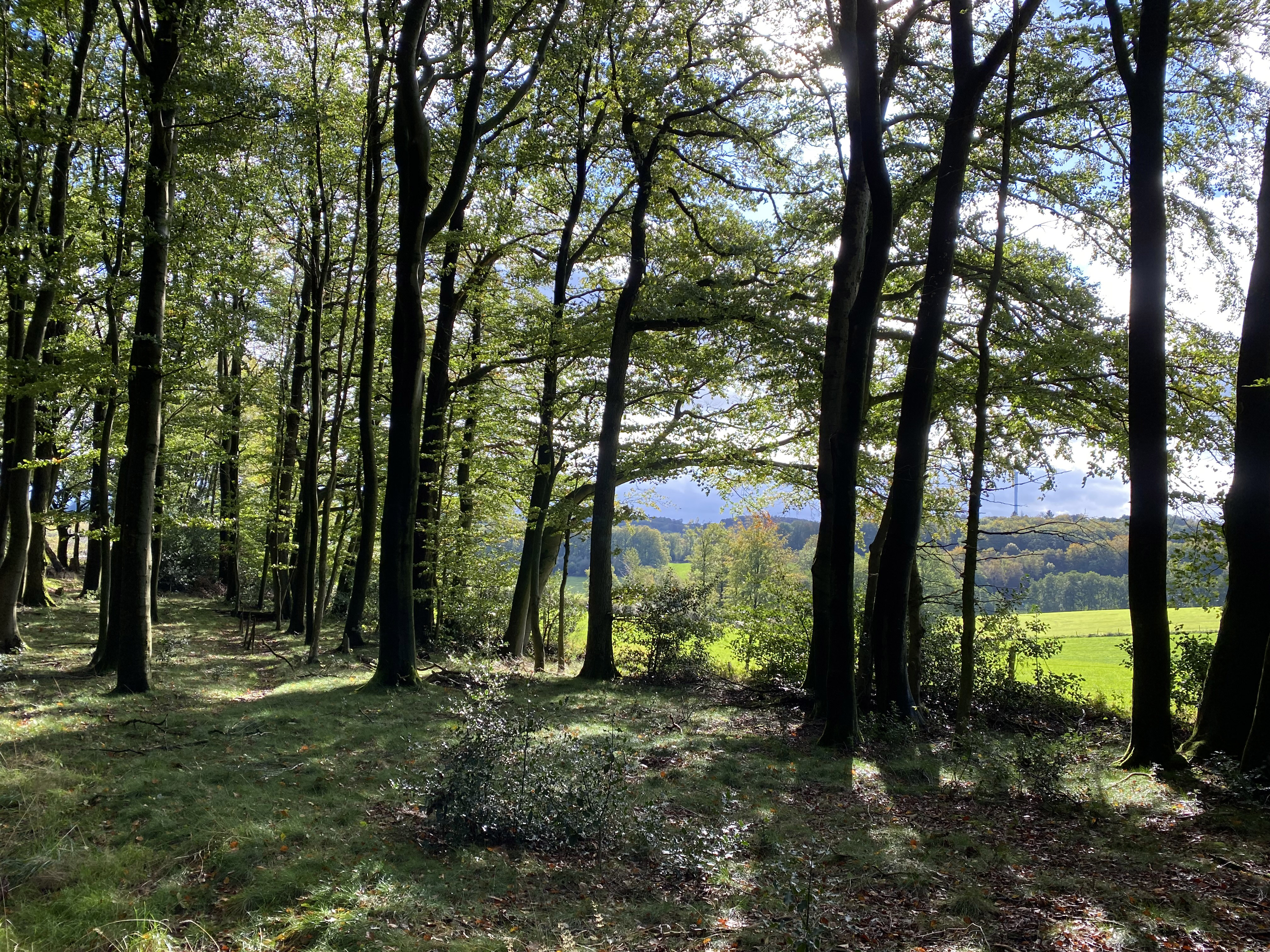
Wald mit Buchen-Starkholz am südwestlichen Ende des NSG
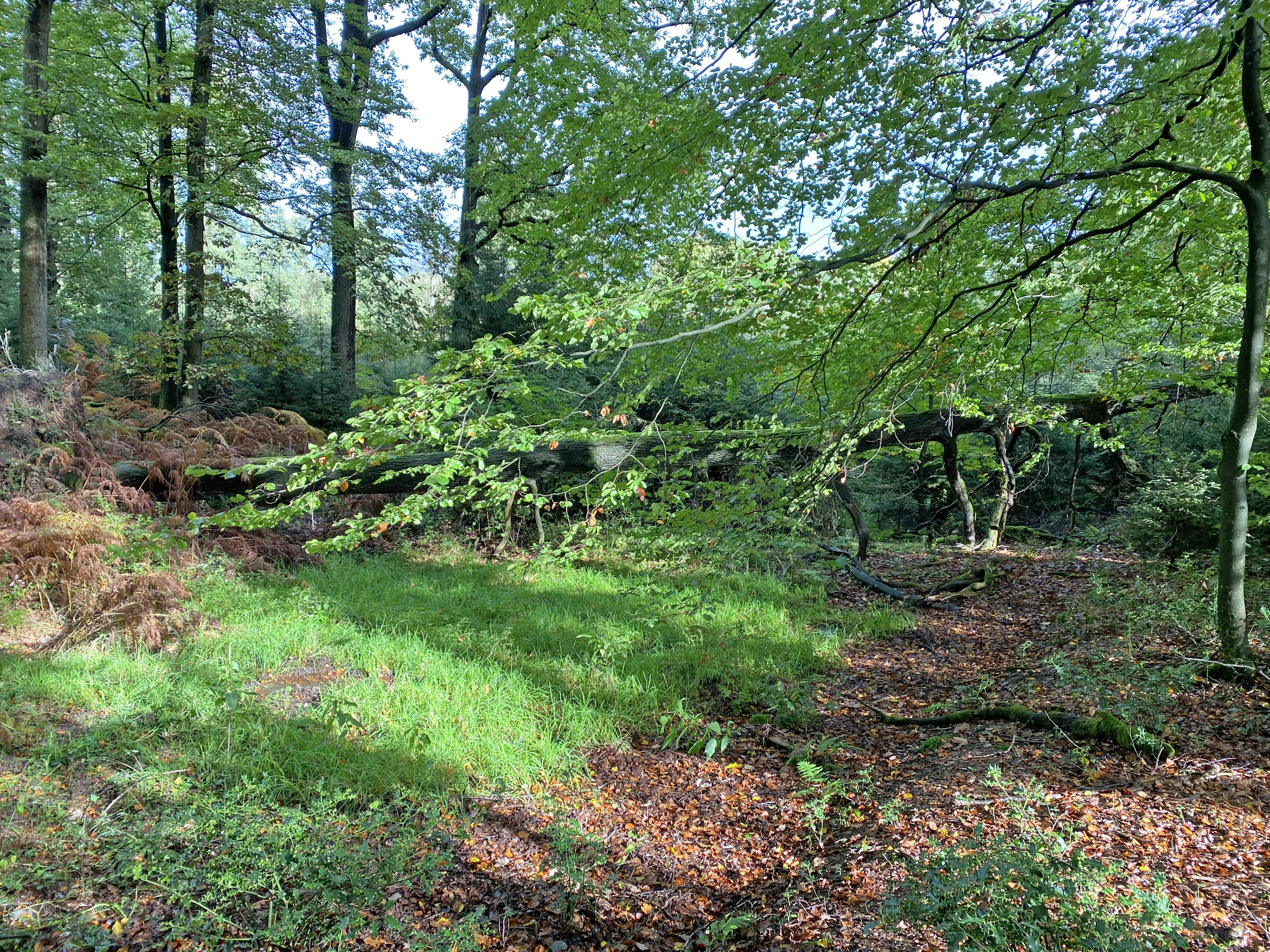
Quellmulde der Reebeck mit umgestürzter Buche
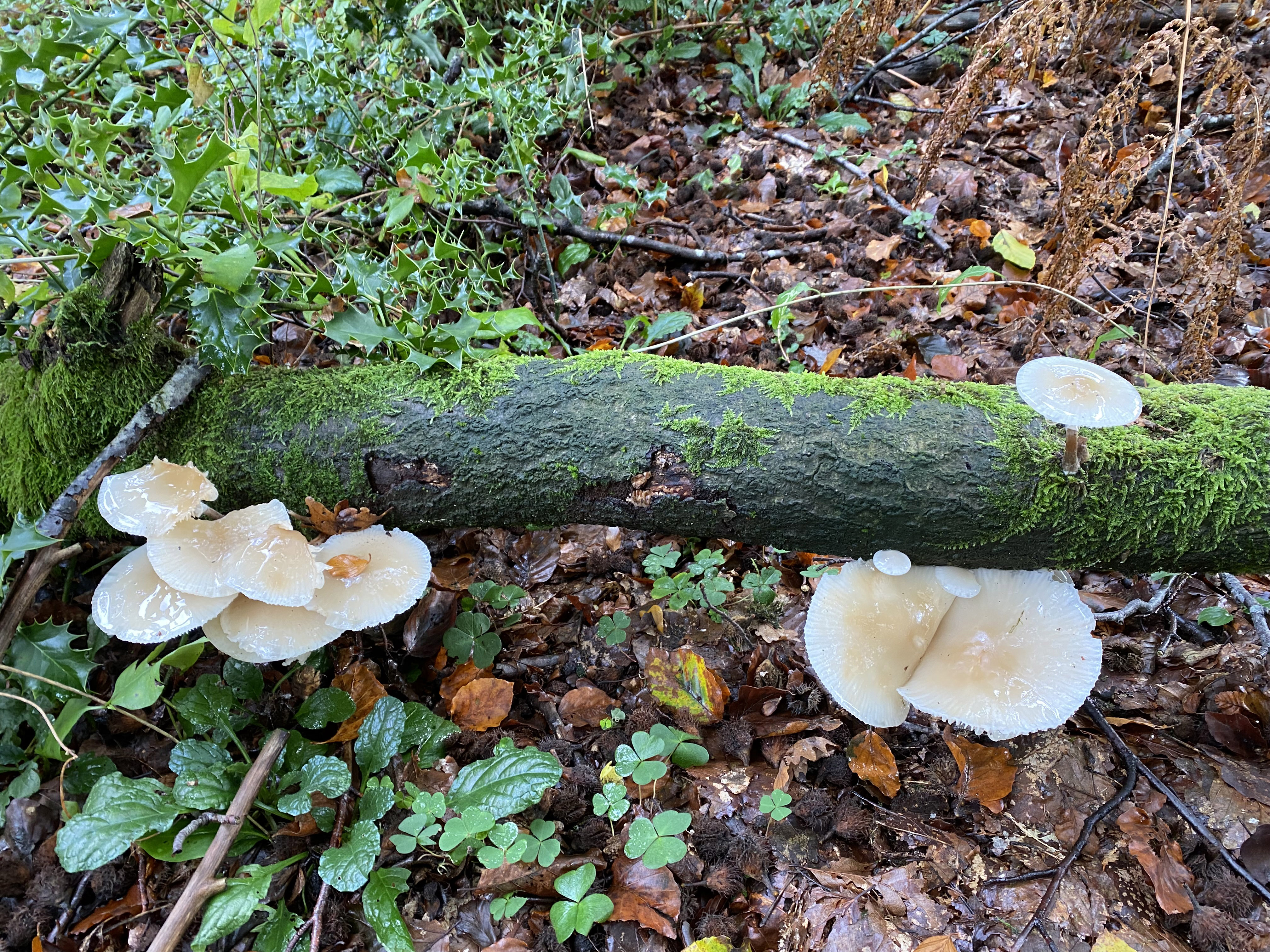
Pilze (Buchen-Schleimrübling) bei der Zersetzungsarbeit
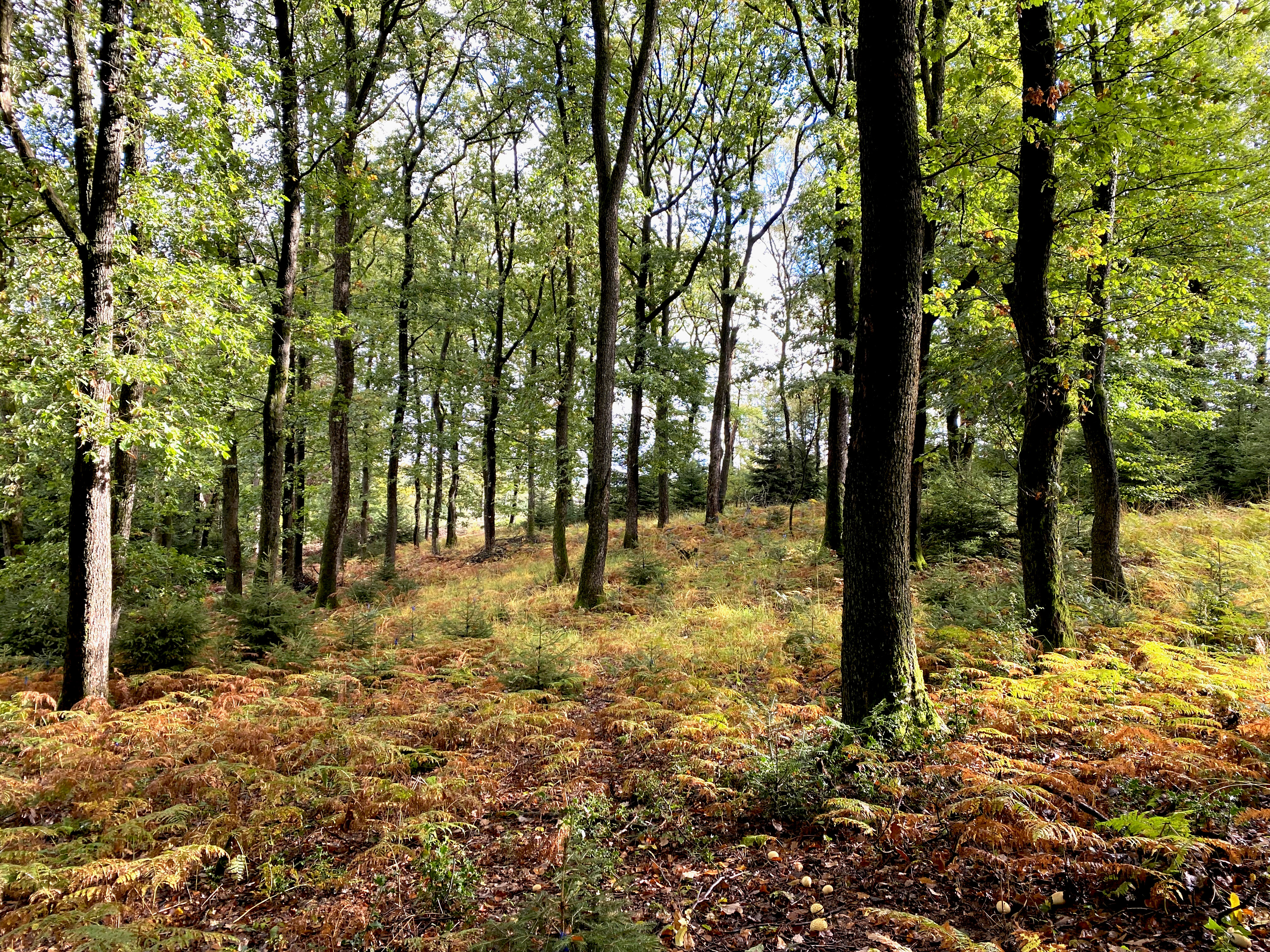
Lichter Buchen-Eichenwald im Adlerfarn
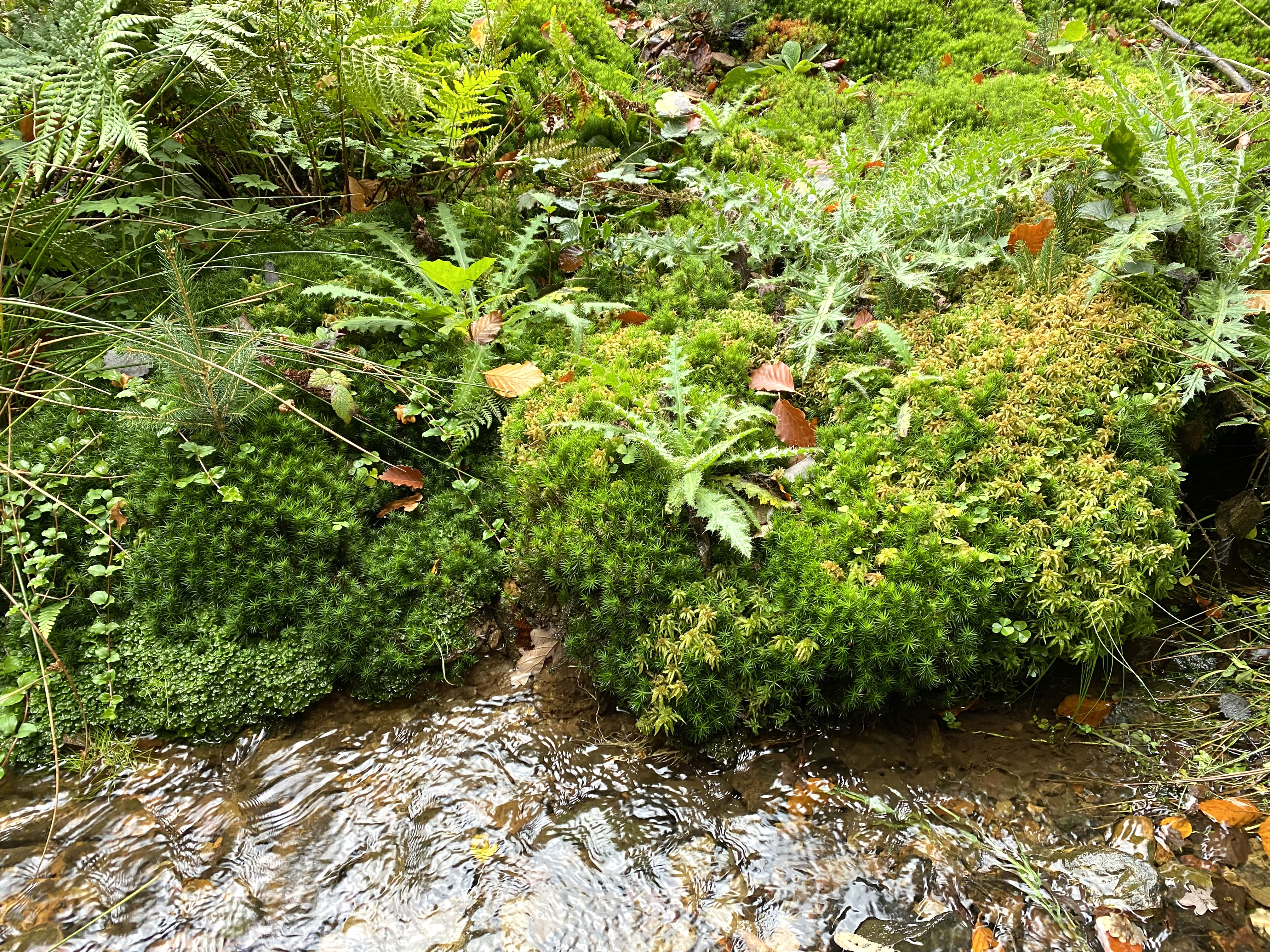
Viele Moosarten am Ufer der Reebeck (z. B. Torfmoose spec.)
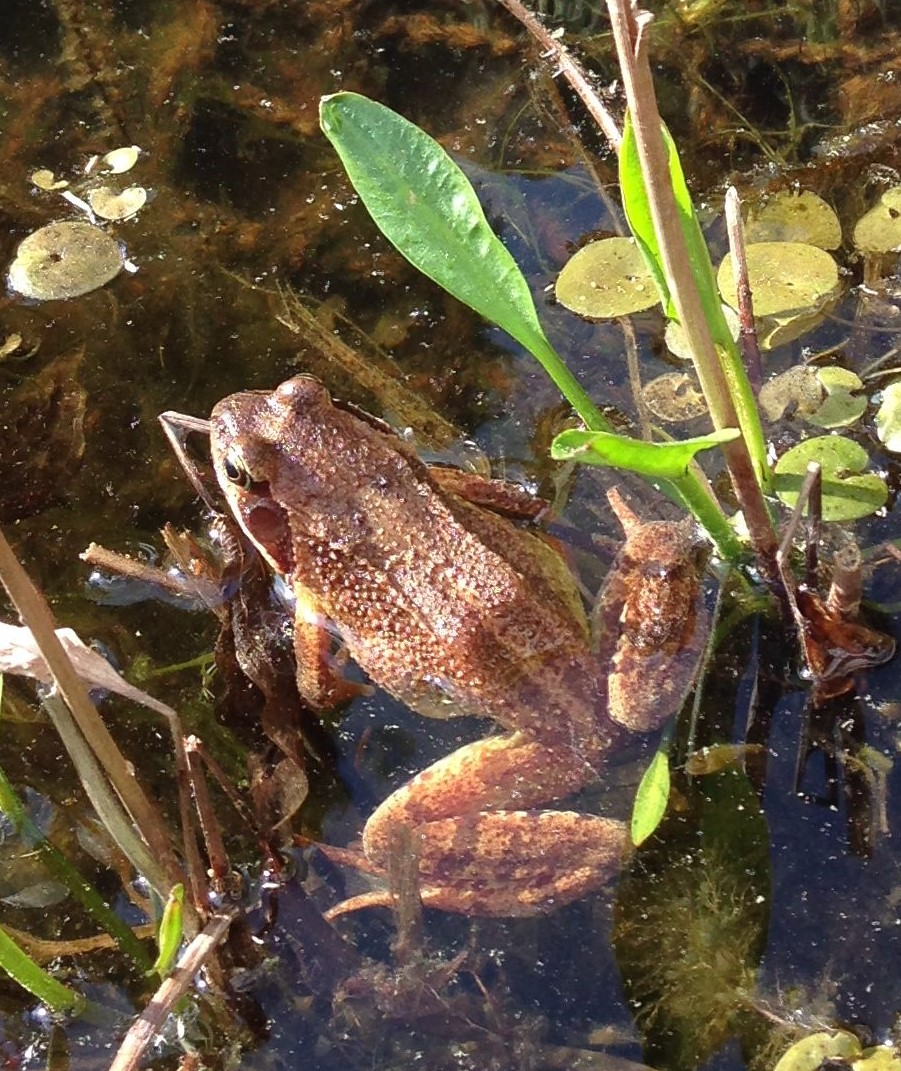
Grasfrosch – wird leider überall seltener
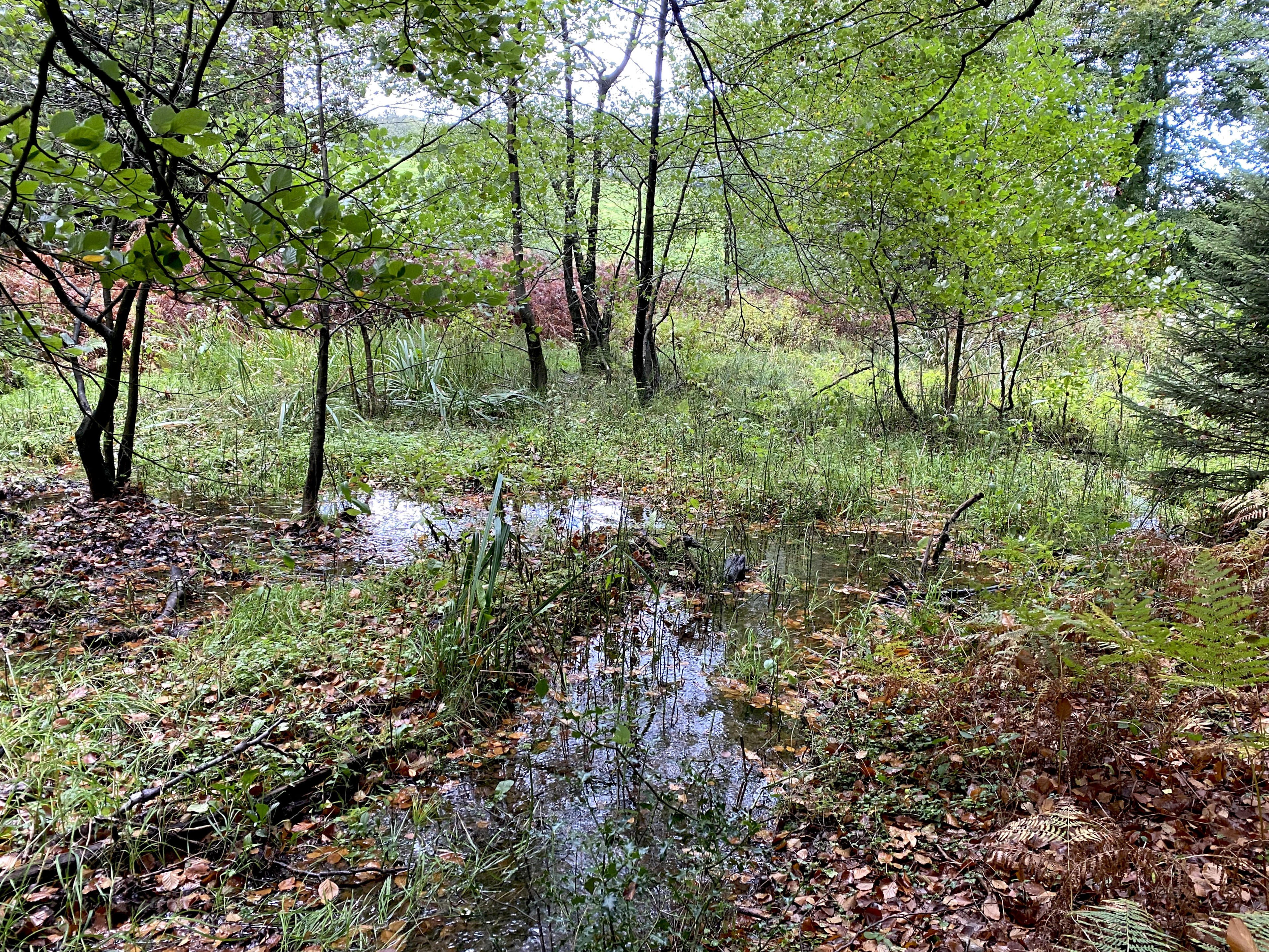
Reebeck durchfließt verlandete Teiche
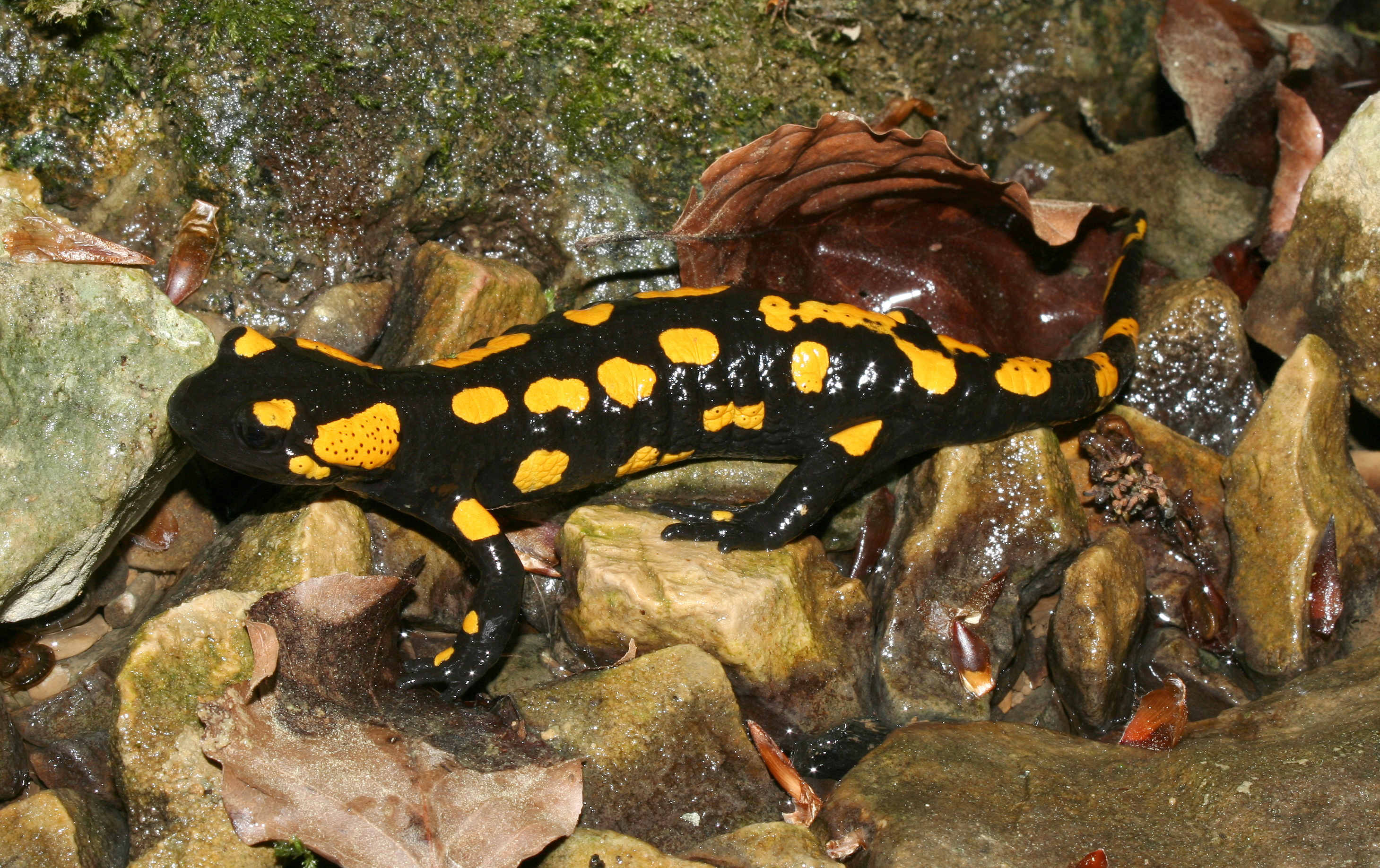
Feuersalamander – heimisch im NSG
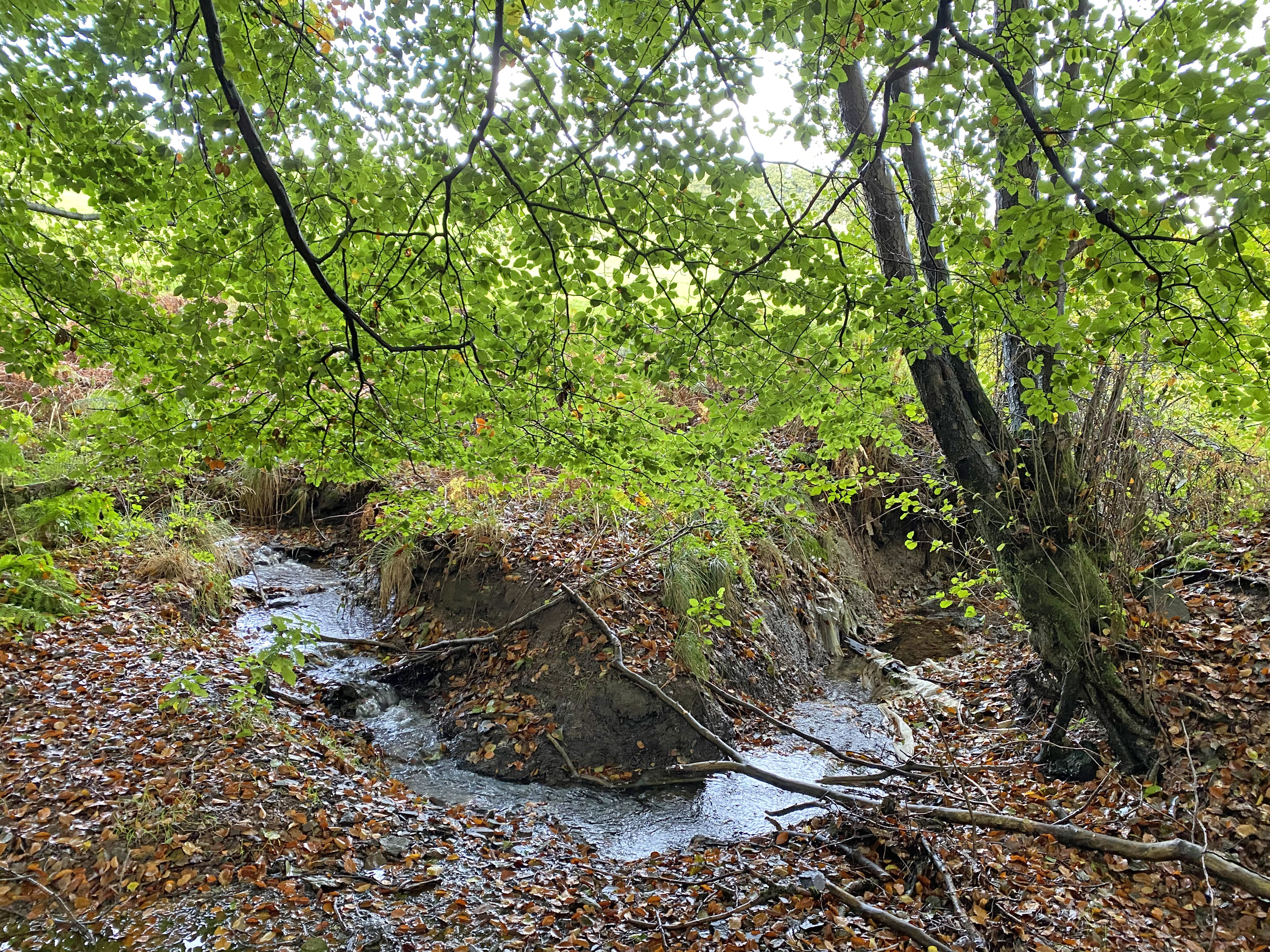
Tief eingegraben mäandert die Reebeck südlich Braake
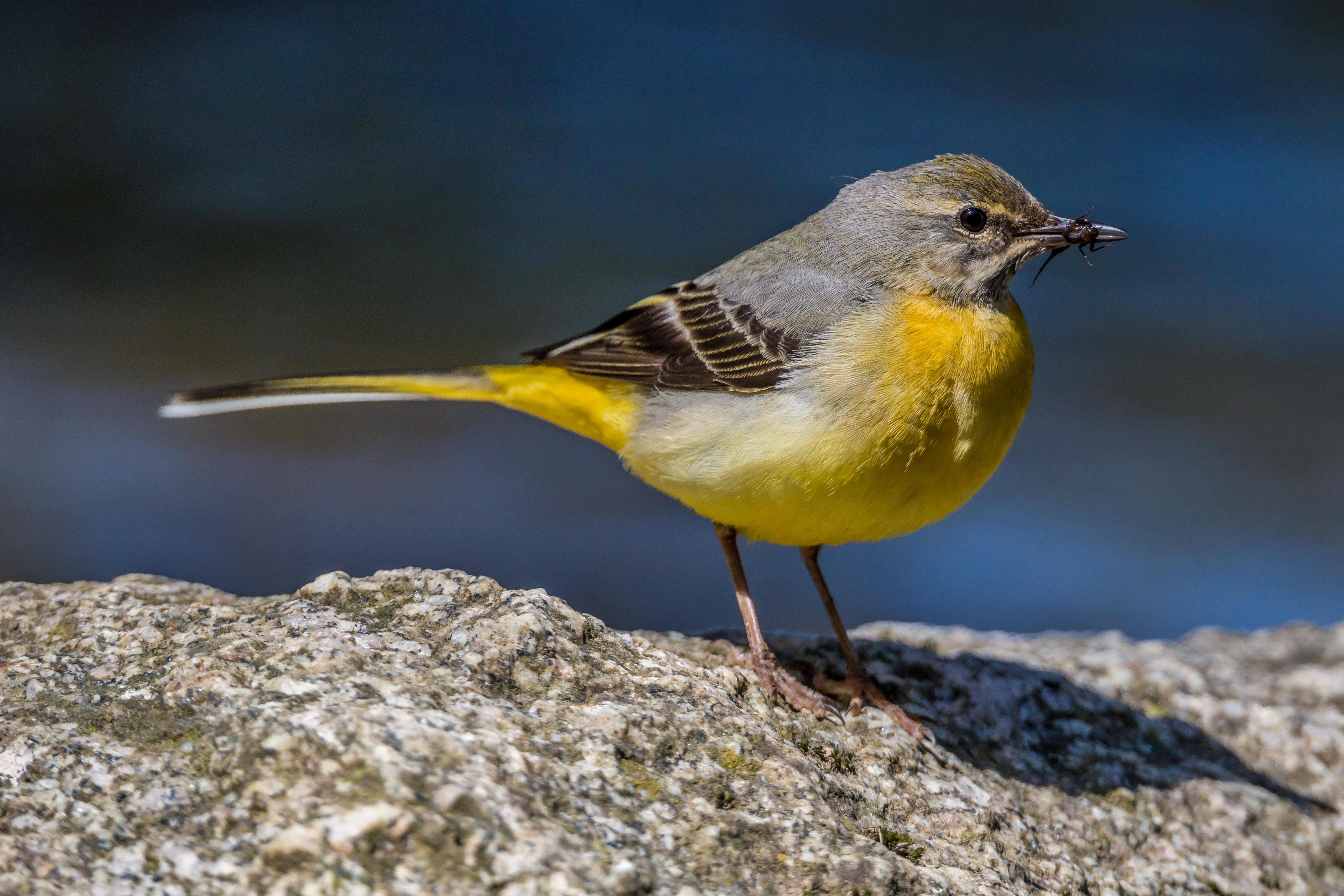
Gebirgsstelze – heimisch im NSG